# Jürgen Kampmann
Jürgen Kampmann (* 1958 in Herford) ist ein evangelischer Theologe.

## Leben
Jürgen Kampmann legte nach dem Studium der evangelischen Theologie an den Universitäten Münster und Basel 1983 das erste theologische Examen ab. Von 1983 bis 1984 hatte er ein Karl-Koch-Stipendium der Evangelischen Kirche von Westfalen. Von 1984 bis 1987 war er Lehrvikar und Synodalvikar in Lübbecke. Nach der Ordination 1987 war er von 1987 bis 2006 Pfarrer in Bünde (Ev.-Luth. Kgm. Holsen-Ahle), im Kirchenkreis Lübbecke (für Vertretungsdienste) und in Porta Westfalica (Evangelische Kirche Hausberge). Nach der Promotion 1990 und der Habilitation 1997 leitete er von 2002 bis 2006 das Institut für Westfälische Kirchengeschichte an der Evangelisch-Theologischen Fakultät Münster. 2004 wurde er zum außerplanmäßigen Professor ernannt.
Von April 2006 bis zum Eintritt in den Ruhestand Ende März 2025 war er Professor für Kirchenordnung und Neuere Kirchengeschichte an der Eberhard Karls Universität Tübingen. Von 2013 bis 2016 war er Dekans der Evangelisch-Theologischen Fakultät. Von 2016 bis März 2025 war er Synodaler der Evangelisch-Theologischen Fakultät Tübingen in der Württembergischen Landessynode und vom 1. April 2022 bis zum 31. März 2025 Frühprediger an der Tübinger Stiftskirche. Seit 2001 ist Kampmann ordentliches Mitglied der Historischen Kommission für Westfalen und gab das Jahrbuch für Westfälische Kirchengeschichte bis 2020 mit heraus. Er ist Mitglied des Kuratoriums der Evangelischen Forschungsakademie.

## Schriften (Auswahl)
- Die Einführung der Berliner Agende in Westfalen. Die Neuordnung des evangelischen Gottesdienstes 1813–1835. Lutherverlag, Bielefeld 1991, ISBN 3-7858-0330-3.
- Von der altpreußischen Provinzial- zur westfälischen Landeskirche (1945–1953). Die Verselbständigung und Neuordnung der Evangelischen Kirche von Westfalen. Lutherverlag, Bielefeld 1997, ISBN 3-7858-0393-1.
- Änderung der Grundartikel der Evangelischen Kirche von Westfalen. Kirchenrechtliche Anmerkungen zu den Vorschlägen der Hauptvorlage 1999 „Gott hat sein Volk nicht verstoßen (Römer 11,2)“. Ev. Kirchenkreis Vlotho, Bad Oeynhausen 1999 (Broschüre).
- Evangelische Friedensethik(en) in Zeiten des Krieges. Einblicke in Ansätze und Argumentationen von 16. bis 20. Jahrhundert. Vortrag bei einem Theologischen Arbeitstag aus Anlass des 30-jährigen Bestehens der Partnerschaft zwischen dem Evangelischen Kirchenbezirk Balingen und der Orthodoxen Erzdiözese Lublin-Chelm in der Evangelisch-Theologischen Fakultät Tübingen am 20. Mai 2023. Luther-Verlag, Bielefeld 2023.
- Dr. theol. habil. Heinz Hunger (1907–1995). Einblicke in Wege und Abwege eines deutschchristlichen Religionspsychologen, Berufsschulpädagogen und Sexualforschers im thüringischen, westfälischen und hessen-nassauischen Pfarrdienst (= Beiträge zur westfälischen Kirchengeschichte. Bd. 51). Luther-Verlag, Bielefeld 2025, ISBN 978-3-7858-0925-9.

Als Herausgeber
- Aus dem Lande der Synoden. Festgabe für Wilhelm Heinrich Neuser zum 70. Geburtstag, Lübbecke 1996.
- Die Lutherische Konferenz in Minden-Ravensberg. Eine Festgabe zum 70. Geburtstag des Präses D. Karl Koch am 6. Oktober 1946 von Paul Klein, Bad Oeynhausen 2001.
- mit Christian Peters: Fides et pietas. Festschrift für Martin Brecht zum 70. Geburtstag, Münster 2003.
- Karl Koch. Pfarrer, Superintendent und Präses aus dem Kirchenkreis Vlotho, Bad Oeynhausen 2004.
- mit Wilhelm Hüffmeier: »Du sollst nicht Töten«. Gottes Gebot im Totalen Krieg, Bielefeld 2006.
- Protestantismus in Preußen IV. Vom Ersten Weltkrieg bis zur deutschen Teilung, Frankfurt 2011.
- mit Werner Klän: Preußische Union, lutherisches Bekenntnis und kirchliche Prägungen. Theologische Ortsbestimmungen im Ringen um Anspruch und Reichweite konfessioneller Bestimmtheit der Kirche, Göttingen 2013.
- mit Wilhelm Hüffmeier: Wilhelm II. Kaiser, König, Kirchenmann. Ein Herrscher, der niemals reif wurde? Bielefeld 2014.
- mit Ulrich Heckel, Volker Leppin, Christoph Schwöbel: Luther heute. Ausstrahlungen der Wittenberger Reformation, Tübingen 2017.
- mit Christoph Schwöbel: Die Stadt. Interkulturelle theologische Zugänge. Göttingen 2019.
- mit Michael Droege, Michael Frisch, Nobert Haag: 100 Jahre Kirchenverfassung der Evangelischen Landeskirche in Württemberg, Tübingen 2021.
- Theologie der Grundordnungen. Präambeln und einleitende Bestimmungen in den Kirchenverfassungen der preußischen evangelischen Landeskirche sowie der aus ihr hervorgegangenen Landeskirchen und Kirchenbünde. Hg. im Auftrag des Arbeitskreises der EKU-Stiftung für kirchengeschichtliche Forschung. Luther-Verlag, Bielefeld 2024.